# One Day I'll Be On Time

One Day I'll Be On Time est le deuxième album du groupe The Album Leaf, sorti en 2001 sous le label Tiger Style Records.

## Liste des titres
1. Gust of… – 5:21
2. The MP – 6:21
3. Story Board – 4:53
4. Wet the Day – 5:25
5. The Audio Pool – 4:57
6. Hang Over – 4:08
7. In Between Lines – 4:04
8. Last Time Here – 4:21
9. Asleep – 4:59
10. The Sailor – 4:37
11. Vermillion – 5:42
12. Glimmer – 4:44